# ویکی‌پدیای ژاپنی
ویکی‌پدیای ژاپنی (به ژاپنی: ウィキペディア日本語版, Wikipedia Nihongo-ban) نسخهٔ زبان ژاپنی دانشنامه آزاد ویکی‌پدیا است.
ویکی‌پدیای ژاپنی، که در ۲۰۰۲ تأسیس شد، در آوریل ۲۰۰۷، ۳۵۵٬۰۰۰ مقاله داشت. در ژوئن ۲۰۰۸ این ویکی‌پدیا از مرز ۵۰۰ هزار مقاله گذشت.
تا تاریخ ۲۳ مهٔ ۲۰۱۱ این دانشنامه با بیش از ۷۴۹٬۰۰۰ مقاله در رتبهٔ هفتم ویکی‌پدیاها قرار داشت. رتبهٔ ویکی‌پدیای ژاپنی در سال‌های بعد افزایش یافت؛ در ژانویهٔ ۲۰۱۲، این دانشنامه با بیش از ۷۸۶ هزار مقاله در ردهٔ نهم زبان‌های ویکی‌پدیاها است.
روند افزایشیِ رتبهٔ ویکی‌پدیای ژاپنی ادامه یافت و در ژانویهٔ ۲۰۱۶، با بیش از ۹۹۰ هزار مقاله، در ردهٔ یازدهم قرار گرفت.
ویکی‌پدیای ژاپنی، هم‌اکنون ۲۳ مارس ۲۰۲۵ میلادی، تعداد ۲٬۲۹۷٬۰۱۶ کاربرِ ثبت‌نام‌کرده، ۴۰ مدیر، و ۱٬۴۵۵٬۹۷۲ مقاله دارد.

## تاریخچه
ویکی‌پدیا از تاریخ ماه مهٔ ۲۰۰۱ کار پروژهٔ چند زبانی کردن خود را آغاز کرد. در همین راستا سه نسخهٔ غیرانگلیسی که ژاپنی هم جزو آن‌ها بود ساخته شدند. نام وبگاه ابتدایی http://ja.wikipedia.com بود و به دلیل عدم کارایی نرم‌افزار در استفاده از حروف ژاپنی، تمامی صفحات با الفبای لاتین یا روماجی نوشته شده بودند.
اولین مقالهٔ آن دربارهٔ واج‌شناسی بود و تماماً به خط روماجی نوشته شده بود. RoseParks که از اعضای اولیهٔ وبگاه به‌شمار می‌آمد مقاله یادشده را در انتهای ماه آوریل نوشته بود. به نظر می‌رسد که وبگاه در حالت آزمایش بوده‌است. تا پایان دسامبر آن سال تنها دو صفحه در آن وجود داشت.

## ژاپنی‌سازی
در اول سپتامبر ۲۰۰۲ نرم‌افزاری که ویکی‌پدیا روی آن قرار داشت، به فاز سه "Phase III" ارتقا یافت و تمامی مقاله‌های آن از نسخهٔ قدیمی به نسخهٔ جدید ارتقا یافتند. از این زمان بود که تعقیب مقاله‌ها ممکن شد. این‌طور که از مقاله‌های قدیمی ویکی‌پدیای ژاپنی بر می‌آید، مقاله‌های ابتدایی آن توسط چندین ژاپنی‌زبان غیربومی نوشته شده‌اند. موضوعات مهم آن زمان عبارت بودند از فرهنگ، زبان و جغرافیای ژاپن و مقاله‌های مربوط به برنامه‌نویسی.
در همین ماه بود که ترجمه زبان واسط کاربر نرم‌افزار ویکی‌پدیا به زبان ژاپنی شروع شد. در پایان همان سال صفحات مربوط به شیوه‌های ویرایش یا مجوز آزاد گنو نیز ترجمه شدند.
در میانهٔ ماه دسامبر تعداد کاربران ثبت‌نام‌کرده در حدود ۱۰ نفر بودند. تعداد مقالات نیز تقریباً ۱۰ عدد می‌شد.

## پوشش خبری ویکی‌پدیا
در تاریخ ۳ ژانویهٔ ۲۰۰۳، یک مجلهٔ الکترونیکیِ ژاپنی به نام Wired News Japanese edition (خبرهای مخابره، نسخهٔ ژاپنی)، ویکی‌پدیا را مورد پوشش خبری قرار داد. به نظر می‌رسد این نخستین باری بود که سخنی از ویکی‌پدیا در رسانه‌های ژاپن به میان می‌آمد.
پس از آن بود که تعداد شرکت‌کنندگان ویکی‌پدیا رو به افزایش گذاشت و بسیاری از صفحاتِ دربارهٔ ویکی‌پدیا به زبان ژاپنی ترجمه یا ساخته شدند.
در آن زمان مقاله‌های زیادی دربارهٔ نقاشان کارتونی، رؤسای ژاپنی و معاملات بورس وجود داشتند.

## سرعت ۱۰۰۰ صفحه‌ای
دو سال پس از پیدایش ویکی‌پدیای انگلیسی در ۱۲ فوریهٔ ۲۰۰۳، نسخهٔ ژاپنی ویکی‌پدیا به ۱۰۰۰ صفحه رسید.

## اسلش دات
بعد از دستیابی به این رتبه، اسلش‌دات ژاپن، داستانی دربارهٔ ویکی‌پدیای ژاپنی برای مشترکانش ارسال کرد. چندین روز بعد شمار مشترکان ویکی‌پدیا به خاطر تأثیر اسلش‌دات دو برابر شد.
این مورد باعث شد تا مقاله‌های متنوعی در زمینه‌های مختلف از جمله فیزیک، زیست‌شناسی، فناوری اطلاعات، ادبیات، موسیقی، بازیها، کامیک ژاپنی (مانگا=Manga) و اشخاص نامدار پدید آیند.

## گسترش
ویکی‌پدیای ژاپنی در ۱۵ ژوئیهٔ ۲۰۰۳، یعنی چهار ماه و سه روز بعد، توانست به تعداد ۱۰٬۰۰۰ مقاله دست یابد. با این سرعت توانست رکورد ویکی‌پدیای انگلیسی در رسیدن به همین تعداد نوشتار را بشکند. ویکی‌پدیای ژاپنی در ابتدای سال ۲۰۰۴ به تعداد ۳۰٬۰۰۰ مقاله دست یافت. پس از آن تا کنون، سرعت مشارکت‌ها و تولید نوشتارها ثابت بوده‌اند. در انتهای ماه سپتامبر تعداد مقاله‌ها به ۷۵٬۰۰۰ عدد رسید. 
به نظر نمی‌رسد که قدرت اصلی پشتِ قضیه گسترش ویکی‌پدیا، تأثیر اسلش‌دات بوده بلکه این گسترش بیشتر مرهون پیوندهای سایت یاهوی ژاپنی است. کسی دقیقاً نمی‌داند که یاهو! از چه زمانی شروع به پیونددهی به مقاله‌های موجود در ویکی‌پدیا کرد. اما از ماه اوت ۲۰۰۴ تعداد زیادی از مقاله‌هایی که به یاهوی ژاپنی ارسال می‌شدند شامل پیوندهایی به مقاله‌های ویکی‌پدیا به منظور توضیح اصطلاح‌های خود بودند. اخیراً توسعه‌دهندگان ویکی‌پدیا به این نتیجه رسیده‌اند که برخی از نقاط اوج استفاده از میزبان وب ویکی‌پدیا با انتشار اخبار یاهوی ژاپنی که به ویکی‌پدیا پیوند داده‌اند، هم‌زمان است.
امروزه اکثر شرکت‌کنندگان این نسخه جزو ژاپنی‌های بومی هستند و بخش بزرگی از مقاله‌های آن دربارهٔ ژاپن، به‌ویژه تاریخ و فرهنگ این کشور است.

## جایزهٔ طراحی وب
در ۹ سپتامبر ۲۰۰۴ گیوم برانشو (Guillaume Branchaud)، که در انجمن ویکی‌پدیا او را با نام آینِکو (Aoineko) می‌شناسند، به‌عنوان مؤسس ویکی‌پدیای ژاپنی، موفق به دریافت جایزه‌ای از طرف انجمن تبلیغ‌کنندگان ژاپن شد.